# Norman D. Palmer
Norman Dunbar Palmer (* 25. Juni 1909 in Hinckley; † 2. Februar 1996 in Seattle) war ein US-amerikanischer Politikwissenschaftler, der als Professor an der University of Pennsylvania forschte und lehrte. Sein Fachgebiet waren die Internationalen Beziehungen. Das von ihm und Howard C. Perkins verfasste Lehrbuch International Relations: The World Community in Transition (1953) war in den USA und dem Vereinigten Königreich fast zwei Jahrzehnte das Standardwerk. 1970/71 amtierte Palmer als Präsident der International Studies Association (ISA).
Er studierte am Colby College und absolvierte sein Graduiertenstudium an der Yale University.
Während des Zweiten Weltkrieges war er Offizier der Luftaufklärung und schied 1946 mit dem Rang eines Lieutenant Commander aus dem aktiven Dienst aus. Er kam 1947 als außerordentlicher Professor an die University of Pennsylvania, wurde 1951 zum ordentlichen Professor ernannt und ging 1979 in den Ruhestand.
Palmer war Gastprofessor an verschiedenen US-amerikanischen Universitäten sowie an der University of Delhi und der University of Bombay und der American University in Cairo.

## Schriften (Auswahl)
- The new regionalism in Asia and the Pacific. Lexington Books, Lexington 1991, ISBN 0-669-20972-4.
- The United States and India. The dimensions of influence. Praeger, New York 1984, ISBN 0-03-069556-2.
- The Indian political system. 2. Auflage. Houghton Mifflin, Boston 1971.
- Mit Howard C. Perkins: International relations: The world community in transition. 3. Auflage. Houghton Mifflin, Boston 1969.